# Stemmbruch
Der Stemmbruch ist ein Naturschutzgebiet in der niedersächsischen Gemeinde Stelle im Landkreis Harburg.

## Allgemeines
Das Naturschutzgebiet mit dem Kennzeichen NSG LÜ 042 ist rund 56 Hektar groß. Es ist vollständig vom Landschaftsschutzgebiet „Buchwedel und Umgebung“ umgeben. Das Gebiet steht seit dem 17. Oktober 1989 unter Naturschutz. Zuständige untere Naturschutzbehörde ist der Landkreis Harburg.

## Beschreibung
Das Naturschutzgebiet liegt östlich von Maschen und westlich von Stelle zwischen der vom Güterverkehr genutzten Bahntrasse zwischen dem Rangierbahnhof Maschen und Buchholz in der Nordheide und der A 39. Die A 39 durchschneidet das Naturschutzgebiet im Nordosten.
Es stellt ein Hangquellmoor auf einem Geestrücken am Rande der Seeveniederung unter Schutz, in dem Moorkolke, Moorheide und Birken- und Erlenbruchwald zu finden sind.
Das Gebiet entwässert über den Kohlenbach zum Ashauser Mühlenbach, einem Nebenfluss der Seeve.